# وزارة العمل (فرنسا)
وزارة العمل والتوظيف الكامل والاندماج (بالفرنسية: le ministère du Travail, du Plein emploi et de l'Insertion)‏ هي وزارة فرنسية مسؤولة عن قضايا وتشريعات العمل والعلاقات مع الشركاء الاجتماعيين والقضايا الاجتماعية، ولا سيما سياسة العمل الاجتماعي العامة.